# Jérôme Thomas
Jérôme Thomas   (Saint-Quentin, 20 de gener de 1979) és un boxejador francès, ja retirat, guanyador de dues medalles olímpiques.
Va néixer amb la síndrome de Poland, una rara malformació congènita que fa que el seu costat esquerre estigui atrofiat, ja que no té múscul pectoral i té un braç més curt que l'altra. Amb tot, mai ha estat un impediment per a ell.
El 2000 va prendre part en els Jocs Olímpics d'Estiu de Sydney, on va guanyar la medalla de bronze en la categoria del pes mosca del programa de boxa. Quatre anys més tard, als Jocs d'Sydney, va guanyar la medalla d'or en la mateixa categoria. També disputà els Jocs del 2008, on quedà eliminat en sèries de la categoria del pes mosca.
En el seu palmarès amateur també destaquen dues medalles en el Campionat del Món de boxa amateur, d'or el 2001 i de plata el 2003, així com dues medalles de bronze en el Campionat d'Europa de boxa amateur, el 2002 i 2006.
En finalitzar els Jocs del 2008 va passar al professionalisme, on va disputar 14 combats, amb un balanç de 12 victòries, una derrota i un combat nul.
Ha reconegut haver de lluitar per superar les addiccions a l'alcohol i al joc.